# Tufão Nida (2009)
O tufão Nida (designação internacional: 0922, designação do JTWC: 26W; designação filipina: Vinta) foi o mais intenso ciclone tropical em todo o mundo em 2009 e o mais intenso tufão no Oceano Pacífico Noroeste desde o tufão Bart em 1999. Nida formou-se de uma área de perturbações meteorológicas ao sul da Micronésia em 21 de novembro. Seguindo para noroeste, o sistema intensificou-se para uma tempestade tropical no dia seguinte. Sob condições meteorológicas favoráveis, Nida intensificou-se para uma tempestade tropical severa em 24 de novembro, e para um tufão no dia seguinte. A partir de então, Nida intensificou-se rapidamente, atingindo seu pico de intensidade ainda naquele dia, com ventos de até 295 km/h (1 minuto sustentado), segundo o Joint Typhoon Warning Center (JTWC), ou 215 km/h (10 minutos sustentados), segundo a Agência Meteorológica do Japão (AMJ). Após durante vários dias praticamente estacionário e oscilando em intensidade, Nida começou a se enfraquecer em 1 de dezembro assim que as condições meteorológicas pioraram. Nida enfraqueceu-se para uma tempestade tropical severa em 2 de dezembro, e para uma simples tempestade tropical no dia seguinte. Quando Nida se enfraqueceu para uma depressão tropical em 3 de dezembro, tanto a AMJ quanto o JTWC emitiram seus avisos finais sobre o sistema.
Apesar de sua intensidade, Nida não atingiu diretamente qualquer região costeira, embora avisos de tempestade e de tufão fossem necessários devido à proximidade do sistema de algumas ilhas da Micronésia. Devido à falta de um impacto direto, não houve prejuízos materiais ou vítimas relacionados ao tufão.

## História meteorológica

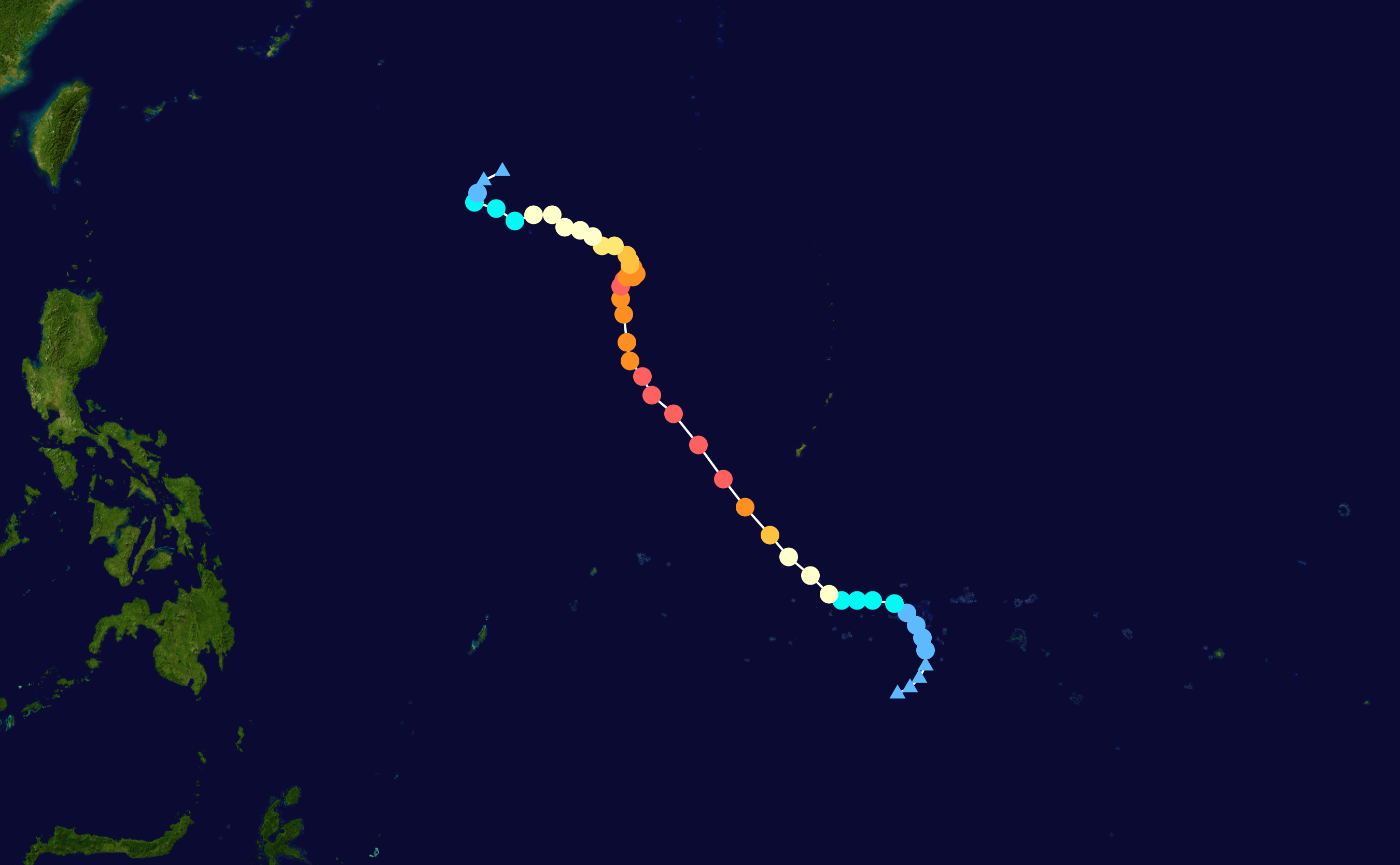
O caminho de Nida

O tufão Nida formou-se de uma área de perturbações meteorológicas a sul-sudeste de Guam que começou a mostrar sinais de organização em 21 de novembro. Inicialmente, a perturbação tropical já apresentava várias bandas de tempestade curvadas e uma razoável simetria. No entanto, a perturbação estava numa região com cisalhamento do vento desfavorável e não apresentava bons fluxos de saída, o que impedia uma rápida intensificação do sistema. Ainda naquele dia, a perturbação começou a apresentar sinais de organização assim que o cisalhamento do vento do vento diminuiu. Além disso, a formação de um anticiclone de mesoescala sobre a perturbação melhorou os fluxos de saída, permitindo a formação de áreas de convecção profunda, o que permitia a intensificação do sistema. Com isso, o Joint Typhoon Warning Center (JTWC), órgão da Marinha dos Estados Unidos responsável pela monitoração de ciclones tropicais, emitiu um Alerta de Formação de Ciclone Tropical sobre o sistema, o que significava que a perturbação poderia se intensificar para um ciclone tropical significativo dentro de um período de 12 a 24 horas. No início daquela noite (UTC), a Agência Meteorológica do Japão (AMJ), a agência meteorológica designada pela Organização Meteorológica Mundial (OMM) para a monitoração de ciclones tropicais no Oceano Pacífico Noroeste, considerou a formação da perturbação e a classificou como uma depressão tropical fraca. Na madrugada de 22 de novembro, as previsões foram confirmadas com a revelação dos dados do satélite QuikSCAT, que confirmaram ventos suficientes para que a perturbação fosse classificada para uma depressão tropical plena, que recebeu a designação "26W".

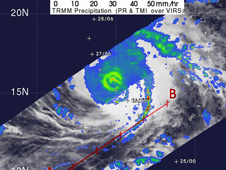
Imagens TRMM de Nida coletada em 26 de novembro

Praticamente ao mesmo tempo, a AMJ também classificou o sistema para uma depressão tropical plena. Na manhã seguinte (UTC), o JTWC classificou a depressão para uma tempestade tropical com base na formação de um centro denso nublado. Horas mais tarde, a AMJ também classificou o sistema para uma tempestade tropical, atribuindo-lhe o nome "Nida", nome que foi submetido à lista de nomes de tufões pela Tailândia e trata-se de um nome feminino comum naquele país. Seguindo inicialmente para oeste-noroeste pela periferia de uma alta subtropical, Nida continuou a se intensificar gradualmente, e começou a formar um olho no centro de suas áreas de convecção profunda logo no início da madrugada de 24 de novembro. Baseado na contínua intensificação e organização de Nida, o JTWC classificou o sistema para um tufão ainda naquela manhã. Entretanto, a AMJ classificou Nida apenas para uma tempestade tropical severa no início daquela tarde, tendo classificado o sistema para um tufão apenas no início da madrugada (UTC) de 25 de novembro. A partir de então, Nida começou a sofrer intensificação explosiva assim que as condições meteorológicas, como o baixo cisalhamento do vento, bons fluxos de saída e temperatura da superfície do mar favoráveis mantinham Nida em intensificação. Ainda naquela tarde, Nida tornou-se um super tufão, segundo o JTWC. Horas mais tarde, o tufão atingiu seu pico de intensidade, com ventos máximos sustentados (1 minuto sustentado) de 295 km/h, segundo o JTWC, ou 215 km/h (10 minutos sustentados), e uma pressão atmosférica central mínima de 905 mbar, segundo a AMJ.
A partir de então, Nida começou a se enfraquecer lentamente assim que seguia sobre uma região com águas mais frias e com maior cisalhamento do vento. Além disso, na tarde de 26 de novembro, Nida começou a sofrer um ciclo de substituição da parede do olho, o que contribuiu ainda mais para o enfraquecimento do ciclone. Na madrugada (UTC) de 27 de novembro, Nida seguia para norte pela periferia oeste de uma alta subtropical e seu olho começou a ficar menos definido assim que o ciclone era atingido por cisalhamento do vento.

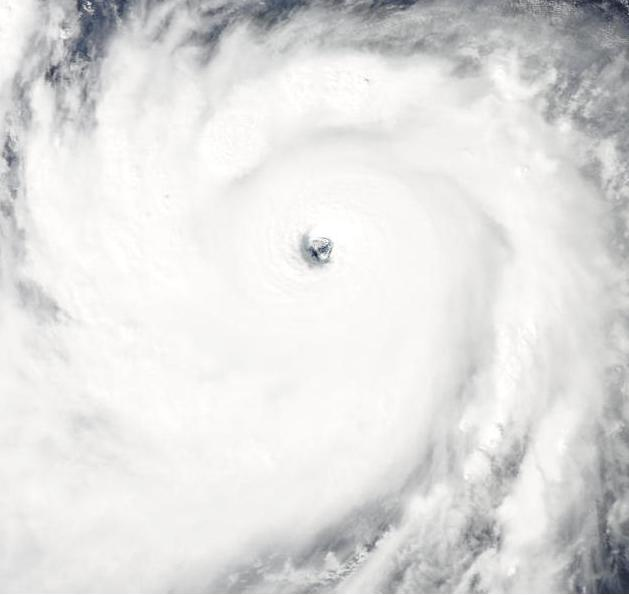
O tufão Nida em 25 de novembro

No entanto, Nida parou de se enfraquecer naquela manhã assim que as condições meteorológicas se estabilizaram. Naquela noite, Nida voltou a se intensificar significativamente assim que novas áreas de convecção profunda se formaram, e Nida atingiu um secundário pico de intensidade, com ventos máximos sustentados de 280 km/h (1 minuto sustentado).

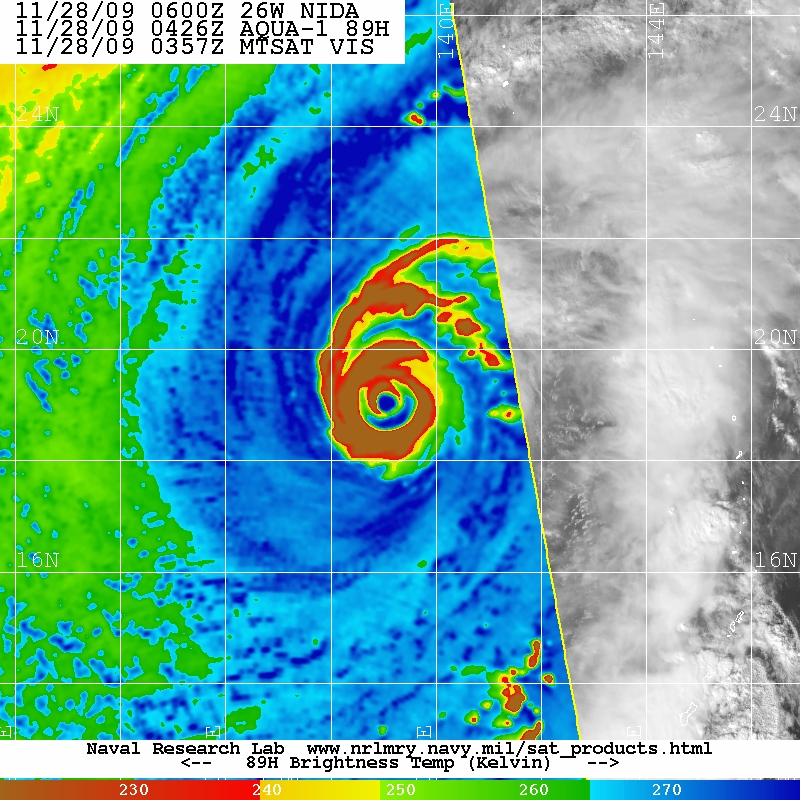
Nida em processo de substituição da parede do olho. A imagem apresenta dois anéis concêntricos destacados em vermelho em marrom, sendo que o anel interno está em processo de dissipação e sendo substituído pelo anel externo

Após ter permanecido quase estacionário por várias horas, Nida voltou a se enfraquecer lentamente durante a manhã (UTC) de 28 de novembro, e Nida deixou de ser um super tufão na madrugada de 29 de novembro. A partir de 30 de novembro, Nida começou a se enfraquecer mais rapidamente devido à intrusão de uma massa de ar mais seca e pelo afloramento causado pelo próprio tufão no oceano, quando a água torna-se mais fria devido à grande permanência do sistema sobre uma mesma região. Após ficar praticamente estacionário por vários dias, Nida começou a seguir para oeste assim que uma nova alta subtropical formou-se ao norte. No início da madrugada de 1 de dezembro, o olho de Nida desapareceu assim que o ciclone se enfraquecia. No início daquela noite, Nida se enfraqueceu para uma tempestade tropical severa, segundo a AMJ. O cisalhamento do vento continuou a aumentar, e as áreas de convecção profunda do tufão foram deslocadas para o quadrante leste do sistema. Com isso, o JTWC também desclassificou Nida para uma tempestade tropical na manhã (UTC) de 2 de dezembro. Horas mais tarde, a AMJ desclassificou Nida para uma tempestade tropical simples. Ainda naquele dia, o forte cisalhamento do vento removeu praticamente todas as áreas de convecção profunda do centro do ciclone, indicando que Nida ainda estava em enfraquecimento rápido. Naquela noite, Nida começou a ser afetado pela intrusão de uma massa de ar seca e fria, o que praticamente destruiu seu núcleo interno. Ao mesmo tempo, Nida entrou na área de responsabilidade da Administração de Serviços Atmosféricos, Geofísicos e Astronômicos das Filipinas (PAGASA), onde recebeu o nome local "Vinta". Praticamente desprovida de nuvens, Nida se enfraqueceu para uma depressão tropical, segundo a AMJ, no início da madrugada (UTC) de 3 de dezembro, e a AMJ emitiu seu aviso final sobre o sistema. O JTWC também desclassificou Nida para uma depressão tropical praticamente ao mesmo tempo e também emitiu seu aviso final sobre o sistema.

## Preparativos e impactos
No início da madrugada de 24 de novembro, o escritório do Serviço Nacional de Meteorologia dos Estados Unidos em Guam emitiu um alerta de tempestade tropical para Faraulep, na Micronésia. Mais tarde, um alerta de tempestade tropical também entrou em vigor para as ilhas de Fais e Ulithi. Assim que Nida se intensificou para um tufão, o alerta de tempestade tropical para Faraulep foi substituído por um alerta de tufão. Entretanto, todos os alertas foram cancelados ainda naquele dia assim que Nida seguia para noroeste, distanciando-se das ilhas.